# Катастрофа Boeing 727 в Дохе
Катастрофа Boeing 727 в Дохе — авиационная катастрофа, произошедшая в среду 14 марта 1979 года в аэропорту Дохи с самолётом Boeing 727-2D3 авиакомпании Alia, в результате которой погибли 45 человек. Крупнейшая авиакатастрофа в Катаре.

## Самолёт
Boeing 727-2D3 с бортовым номером JY-ADU (заводской — 20886, серийный — 1061) был выпущен корпорацией The Boeing Company в 1974 году и свой первый полёт совершил 26 июля. Его три турбореактивных двигателя были модели Pratt & Whitney JT8D-17 и развивали тягу в 16 000 фунтов. К 14 августа авиалайнер был продан компании Alia, которая присвоила ему имя The City of Petra (Город Петра).

## Катастрофа
Самолёт выполнял рейс 600 по маршруту Амман — Доха — Маскат, а пилотировал его при этом второй пилот. Всего на борту авиалайнера находились 15 членов экипажа (вероятно, два состава) и 49 пассажиров. В 21:55 Боинг вылетел из Амманского аэропорта.
В 23:08 в 45 милях от аэропорта Дохи экипаж перешёл на связь с диспетчером подхода и получил от него сведения о погоде: ветер 90° (восточный) 17 узлов (9 м/с), облачность 1/8 на высоте 2500 футов (762 метра) и 3/8 на высоте 3000 футов (914 метров), видимость 10 километров во время грозы, давление аэродрома 1008. Также диспетчер предупредил, что гроза, вероятно, снова начала набирать силу к северо-востоку от аэропорта. Тогда экипаж запросил посадку на ВПП 16 (с севера) и дать им визуальный заход на посадку, либо включить курсо-глиссадную систему, если визуальный заход невозможен.
В 23:17 с самолёта доложили о занятии высоты круга, на что диспетчер предупредил, что в аэропорту идёт ливневый дождь. В это время радиомаяк на время отключился, вероятно, из-за удара молнии, но вновь заработал в 23:22. В 23:25 экипаж доложил о подходе ко входу в глиссаду, на что им было дано разрешение на посадку. Однако в 23:29 экипаж сообщил, что не видит полосу, поэтому уходит на второй круг и попросил дать им заход по ОСП на ВПП 34 (с юга). По данным на 23:30 в аэропорту шёл ливневый дождь, а ветер 290° 14 узлов (7 м/с).
В 23:35 пилоты сообщили о подходе к точке входа в глиссаду и что они наблюдают полосу, на что им было дано разрешение на посадку и сообщены данные о ветре — 180° 6 узлов. Далее в течение двух минут ветер неуклонно менял направление и скорость: 150° 13 узлов, 150° 15 узлов и 140° 17 узлов. Из-за увеличения попутного ветра и из-за сложности выдерживания глиссады, в 23:37:19 экипаж на высоте около 300 футов (91 метр) над землёй принял решение прекращать заход и доложил диспетчеру об уходе на запасной аэродром в Дахран. Тогда диспетчер дал им указание подниматься до высоты 80 (8 тысяч футов или 2440 метров). Экипаж убрал шасси, увеличил мощность двигателей и прибрал закрылки до 25°.
Боинг поднялся примерно до 750 футов (229 метров), когда приборная скорость упала до 140 узлов (259 км/ч), после чего авиалайнер начал быстро снижаться. С вертикальной скоростью 4200 футов/мин (21 м/с) левым креном 5° и приподнятым на 10° носом он врезался левой плоскостью крыла о взлётно-посадочную полосу в 2050 метрах от её порога. Авиалайнер от удара подбросило в воздух, развернуло влево, а затем опрокинуло вправо, после чего самолёт хвостом вперёд помчался по земле. В 800 метрах от точки первого удара и в 270 метрах от края ВПП Боинг врезался в гараж пожарных машин, при этом его фюзеляж разорвало на три части.
В катастрофе погибли 45 человек (4 члена экипажа и 41 пассажир) из 64 находящихся на борту. По данным на 2013 год это крупнейшая авиакатастрофа в Катаре.

## Причина
Наиболее вероятной причиной внезапного падения самолёта было названо попадание в мощный вертикальный нисходящий воздушный поток, вызванного грозой, параметры которого существенно превосходили аэродинамические возможности авиалайнера. Также катастрофе способствовали и ошибочные действия экипажа, который выполнял заход на посадку без учёта реальных погодных условий.